# Sandalfon
Sandalfon (stgr. Σανδαλφών „współbrat”, związane z stgr. συνάδελφος „mający rodzeństwo”; hebr. ‏סַנְדַּלְפוֹן‎) – w judaizmie: anioł modlitwy, anioł stróż ptaków, rzecznik unii Boga z człowiekiem, pan niebiańskich pieśni, brat bliźniak Metatrona . Należy do najbardziej znanych aniołów w judaizmie rabinicznym .
Zgodnie z tradycją nadaje kształt płodowi w łonie kobiety; przypisuje się mu ognistą naturę. Zamieszkuje sefirę Malchut .
Jest często utożsamiany z prorokiem Eliaszem , według niektórych tradycji bowiem Eliasz, zstępując na ziemię jako posłaniec Boga, przebiera imię Sandalfon – może wówczas pojawić się wszędzie i przybrać dowolną postać .